# Лапуэнт, Эрнест
Эрне́ст Лапуэнт PC MP (фр. Ernest Lapointe; 6 октября 1876 года, Сен-Элуа — 26 ноября 1941 года) — канадский юрист и политик, ближайший сподвижник премьер-министра Уильяма Лайона Макензи Кинга и его заместитель по делам Квебека (Quebec lieutenant). В правительстве Кинга занимал посты министра морского флота и рыболовства (1921—1924) и министра юстиции и генерального прокурора (1924—1926, 1926—1930, 1935—1941), а также исполнял обязанности государственного секретаря (1926, 1939—1940).

## Биография

### Ранние годы жизни. Начало политической карьеры
Родился 6 октября 1876 года в квебекском городе Сен-Элуа. Окончил юридический факультет Университета Лаваля.
В 1898 году стал членом коллегии адвокатов, занимался юридической практикой в городах Ривьер-дю-Лу и Квебек.
12 февраля 1904 года был безальтернативно избран в Палату общин Канады от округа Камураска на довыборах, объявленных после отставки предыдущего депутата Генри Джорджа Кэрролла. Переизбирался (уже с участием альтернативных кандидатов) на федеральных выборах 1904, 1908, 1911 и 1917 годов.
В 1919 году подал в отставку со своего места в Палате общин и успешно баллотировался на место в округе Квебек Восток, ставшее вакантным после смерти бывшего премьер-министра Уилфридом Лорье. От данного округа переизбирался в 1921, 1922 (досрочно и безальтернативно, в связи с назначением министром), 1925, сентябре 1926, октябре 1926 (досрочно и безальтернативно, в связи с назначением министром), 1930, 1935 и 1940 годах.

### Министр

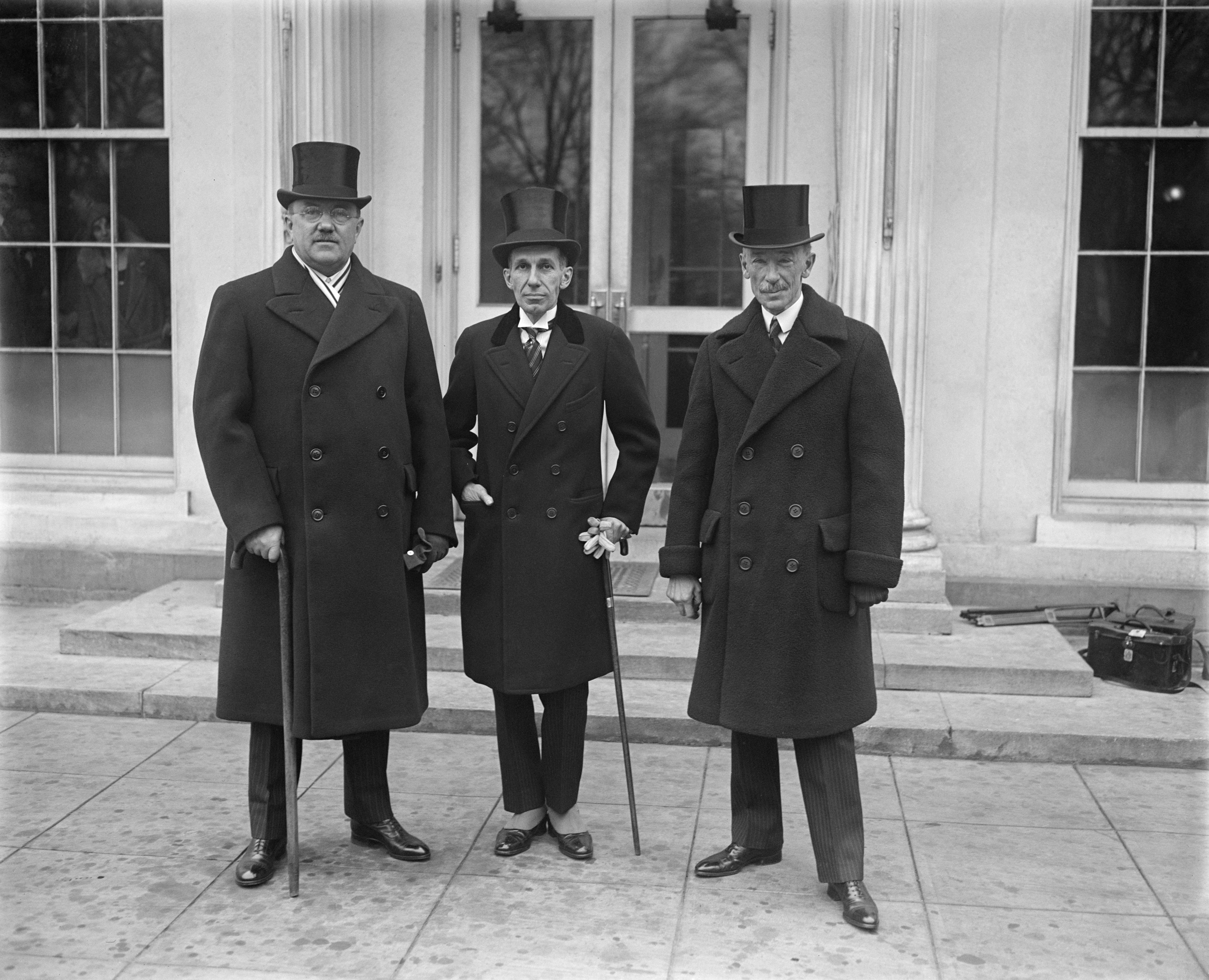
Министр юстиции Эрнест Лапуэнт (слева) с послом Канады в США Винсентом Мэсси (в центре) и премьер-министром Квебека Луи-Александром Ташро (справа). Белый дом, 1927 год

В 1921 году премьер-министр Уильям Лайон Маккензи Кинг назначил Лапуэнта министром морского флота и рыболовства; на этом посту Лапуэнт отметился снижением тарифов. В 1924 году он стал министром юстиции, занимал эту должность вплоть до поражения Либеральной партии на выборах 1930 года. В качестве министра юстиции активно поддерживал Кинга, бывшего сторонником автономии Канады от Великобритании, сопровождал его на Имперской конференции 1926 года. В 1931 году возглавлял канадскую делегацию на переговорах, которые привели к принятию Вестминстерского статута.
В 1935 году, после возвращения либералов к власти, вновь стал министром юстиции. В конце 1930-х годов Лапуэнт рекомендовал федеральному кабинету отменить несколько законов, принятых правительством Альберты по социальному кредиту Уильяма Аберхарта, утверждая, что Аберхарт пытается захватить слишком много власти и посягнуть на федеральное правительство.
Помог разработать политику Маккензи Кинг против призыва на военную службу за границей в 1939 году, а его кампания помогла победить правительство Дюплесси в провинции Квебек в 1939 году. Во время провинциальных выборов 1939 года Лапуэнт произнес много речей в провинции Квебек, в которых утверждал, что, если Дюплесси будет переизбран, каждый франко-канадский министр уйдёт из федерального кабинета, оставив его без франкоязычного голоса. Будучи депутатом-либералом во время призыва на военную службу в 1917 году, Лапуэнт знал, насколько новый кризис, подобный предыдущему, разрушит национальное единство, которое Маккензи Кинг пыталась построить с 1921 года. Дюплесси проиграл в оползне лидеру Либеральной партии Квебека Аделяру Годбу, который стремился сотрудничать с федеральным правительством.
В 1926 и 1939—1940 годах исполнял обязанности государственного секретаря Канады. С 1937 года и до смерти был деканом (старейшим депутатом) Палаты общин.

### Заместитель Макензи Кинга по делам Квебека

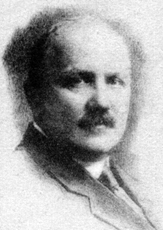
Эрнест Лапуэнт в 1936 году

С момента своего вхождения в правительство в 1921 году Лапуэнт занимал неофициальную должность «квебекского лейтенанта» (Quebec lieutenant) — заместителя лидера Либеральной партии по делам Квебека. В его обязанности входило поддержание связей между руководством партии и квебекскими избирателями и разъяснение последним политики партии, а также дача советов лидеру партии по квебекским делам. В связи с тем, что Макензи Кинг не говорил по-французски, решение большинства вопросов, связанных с Квебеком, было возложено на Лапуэнта. В качестве «квебекского лейтенанта» Лапуэнту удалось обеспечить значительную поддержку либералов в Квебеке: почти на всех федеральных выборах с 1921 по 1940 год либералы получали в этой провинции подавляющее большинство мест, и даже на неудачных для них выборах 1930 года смогли получить относительное большинство.
Для того, чтобы либералы не потеряли поддержку квебекских избирателей, Лапуэнт рекомендовал Макензи Кингу не отменять так называемый Закон навесного замка, принятый по инициативе квебекского премьера Мориса Дюплесси для борьбы с коммунистическим влиянием. Перед парламентскими выборами 1939 года в Квебеке вёл активную агитацию против Национального союза Дюплесси, заявив, что в случае победы Национального союза все франкоязычные члены федерального правительства (включая его самого) уйдут в отставку. Угроза возымела действие — по итогам выборов к власти в Квебеке пришла Либеральная партия во главе с Аделяром Годбу.

### Смерть и наследие
Скончался 26 ноября 1941 года. Его преемником в должностях министра юстиции и заместителя Кинга по делам Квебека стал Луи Сен-Лоран, который в 1948 году сменил Кинга на посту премьер-министра.
В феврале 1941 года был спущен на воду лёгкий ледокол CCGS Ernest Lapointe, служивший в составе флота Канадской береговой охраны до 1978 года.
Библиотека и Архив Канады содержит архивный фонд Эрнеста Лапуэнта.

## Семья
В 1904 году Эрнест Лапуэнт женился на Эмме Пратт (фр. Emma Pratte). Их сын Юг Лапуэнт, который также стал юристом и политиком, в 1940—1957 годах был членом Палаты общин, в 1949—1957 годах занимал ряд постов в правительстве Луи Сен-Лорана. Впоследствии, в 1966—1978 годах был лейтенант-губернатором Квебека.